# Яхья аль-Музаффар
Яхья аль-Музаффар (араб. يحيى بن المنذر التجيبي‎; умер в 1029) — второй независимый эмир Сарагосы в 1023—1029 годах, происходил из рода Туджибидов.

## Биография
Яхья аль-Музаффар впервые упомянут в хрониках как хаджиб халифа Кордовы Аль-Касима, который затем был убит своим племянником Яхъя аль-Мутали. После смерти отца, независимого эмира Сарагосы Мунзира халиф Яхья аль-Мутали дал согласие на то, чтобы Яхья унаследовал титул отца. В Сарагосе Яхья стал чеканить собственную монету, позже принял титул аль-Музаффар и стал править в манере, подобной тому, как это делали соседние христианские королевства.
Яхья продолжил политику своего отца по укреплению тайфы Сарагоса и покровительству искусству и литературе. Он попытался установить хорошие отношения с мощной тайфой Толедо и с этой целью женился на сестре правителя Толедо Исмаила аз-Зафира, которая родила ему наследника Мунзира II. Он также гарантировал себе верность Сулеймана ал-Мустаина, правителя Туделы и Лериды, а в 1039 году стал первым эмиром Сарагосы из династии Худидов.
Яхье аль-Музаффару пришлось вести войну против Санчо Наваррского и его детей, Гарсия III Наваррскогои Рамиро I Арагонского. Эмир также провел рейды в долину реки Эбро, что привело к разорению Нахеры и захвату значительной добычи и пленников.
В культурной сфере эмир провел реконструкцию Великой мечети Сарагосы. Старая мечеть была построена ещё в середине IX века. В 1023 году по приказу Мунзира I началось расширение мечети, чтобы она достигла размеров 86 х 54 метров. Мечеть была вытянута на восток почти в два раза в сравнении с изначальной длиной, что сделало её одной из самый больших мечетей аль-Андалуса.